# Viren
För andra betydelser, se Viren (olika betydelser).
Viren är en sjö i Katrineholms kommun och Vingåkers kommun i Södermanland och ingår i Nyköpingsåns huvudavrinningsområde. Sjön är 14,5 meter djup, har en yta på 10,6 kvadratkilometer och befinner sig 33 meter över havet. Sjön avvattnas av vattendraget Nyköpingsån (Skräddartorpsån).
Viren leder till sjön Kolsnaren i nordväst, och via Backasjön till Duveholmssjön i öster. Fritidsområden runt Viren är Sjögölet och Hulta.
Sjön sänktes på 1870-talet.

## Delavrinningsområde
Viren ingår i delavrinningsområde (654288-151283) som SMHI kallar för Utloppet av Viren. Medelhöjden är 45 meter över havet och ytan är 45,28 kvadratkilometer. Räknas de 57 avrinningsområdena uppströms in blir den ackumulerade arean 1 460,2 kvadratkilometer. Avrinningsområdets utflöde Nyköpingsån (Skräddartorpsån) mynnar i havet. Avrinningsområdet består mestadels av skog (36 procent), öppen mark (12 procent) och jordbruk (23 procent). Avrinningsområdet har 11,22 kvadratkilometer vattenytor vilket ger det en sjöprocent på 24,8 procent. Bebyggelsen i området täcker en yta av 0,55 kvadratkilometer eller 1 procent av avrinningsområdet.